# Anton Mayr
Anton Mayr (* 6. Februar 1922 in Dürrnhaar; † 12. April 2014 in Starnberg) war ein deutscher Veterinärmediziner und Hochschullehrer.

## Leben und Werk
Mayr studierte in München Tiermedizin. Während seines Studiums wurde er 1947 Mitglied der Münchener Burschenschaft Alemannia. Er wurde 1951 mit einer Arbeit über Tuberkulose-Erreger promoviert. Anschließend war er an der Bayerischen Landesimpfanstalt in München tätig, wo er sich vorwiegend mit Pockenviren befasste. 1955 habilitierte er sich für das Fach Mikrobiologie und war von 1955 bis 1963 an der Bundesforschungsanstalt für Viruskrankheiten tätig. 1963 wurde Mayr auf den Lehrstuhl für Mikrobiologie und Tierseuchenlehre an der Ludwig-Maximilians-Universität München berufen.
Wissenschaftlich arbeitete Mayr vor allem auf dem Gebiet der Immunitätsvorgänge bei Infektionskrankheiten und der Lebendimpfstoffe. Das von ihm entwickelte MVA-Virus (Modified Vaccinia Ankara Virus) schuf die Grundlage für sichere Pockenimpfstoffe.
Mayr verfasste mehrere Fachbücher. Das 1949 von Michael Rolle begründete Lehrbuch Mikrobiologie und allgemeine Seuchenlehre gab Mayr ab der dritten Auflage zusammen mit Rolle heraus. Der „Rolle/Mayr“ gilt als deutschsprachiges Standardwerk der veterinärmedizinischen Mikrobiologie. Das Lehrbuch erschien 2011 in neunter Auflage.

## Ehrungen
1964 wurde Mayr in die New York Academy of Sciences und 1970 in die Deutsche Akademie der Naturforscher Leopoldina berufen. Er war Ehrenvorsitzender der Deutschen Veterinärmedizinischen Gesellschaft. Er erhielt die Ehrendoktorwürde der Tierärztlichen Hochschule Hannover, der Universität Zürich und der Landwirtschaftlichen Fakultät Weihenstephan. Zudem erhielt er den Bayerischen Verdienstorden und das Bundesverdienstkreuz 1. Klasse.
2015 benannte die Deutsche Veterinärmedizinische Gesellschaft ihren Nachwuchsförderpreis in Anton-Mayr-Preis um. Am 14. Januar 2016 wurde im Rahmen des 8. Leipziger Tierärztekongresses ein Anton-Mayr-Symposium durchgeführt.